# Янсен, Гарри Август
Гарри Август Янсен (англ. Harry August Jansen, урожденный Енсен, дат. Jensen ; 3 октября 1883 – 15 июня 1955) — американский иллюзионист датского происхождения, выступавший под именем фокусник Данте (англ. Dante the Magician) известный фирменным заклинанием «Сим Салабим».

## Биография
Гарри Август Йенсен родился 3 октября 1883 года в Копенгагене, Дания. В возрасте 6 лет переехал с семьёй в Сент-Пол, штат Миннесота.
В 16 лет Янсен дебютировал на сцене в шоу Чарльза Вагнера. Затем он отправился в мировое турне на пять лет под именем Великого Янсена. В 1922 году фокусник Говард Терстон, осознавая талант Янсена и возможную конкуренцию ему, пригласил Янсена сыграть главную роль в шоу Терстона №2. Терстон дал Янсену сценический псевдоним Данте. Имя произошло от оригинального Данте, Оскара Элиасона (1869–1899), который погиб в результате трагического несчастного случая на охоте в Австралии несколькими годами ранее. В 1925 году была основана компания Dante the Magician Inc., совладельцем которой стал Терстон. Второй блок шоу Терстона был построен и сопродюсером Янсена.
Данте был известен во всем мире под именем Данте-волшебник или Данте-фокусник, работая в водевиле, бурлеске, театре, кино, а в последующие годы и на телевидении. Данте и его труппа, состоящая из 25–40 артистов, совершили несколько кругосветных путешествий и выступали в том числе СССР. Считается, что Данте мог быть одним из фокусников, вдохновивших Булгакова на сцену в варьете в романе «Мастер и Маргарита».
Его сценической визитной карточкой было произнесение трех бессмысленных слов: «Сим Сала Бим» (взято из текста датской детской песни), во время своих выступлений в знак признания аплодисментов. Его можно увидеть использующим эти слова в шведском художественном фильме 1931 года «Dante 's Mysterier» («Тайны Данте») и в комедии Лорел и Харди 1942 года «A-Haunting We Will Go».
Данте также появился в роли самого себя в фильмах «Охотники за ракетками» (1938), «A-Haunting We Will Go» (1942) и «Отряд Банко » (1950) и сыграл характерную роль в фильме Жана Ренуара «Золотая карета» (1952).
В 1940 году он продюсировал и снялся в бродвейском ревю «Сим Сала Бим» в Театре Мороско. С появлением телевидения публика стала чаще оставаться дома, и мир театра эстрады сильно пострадал. В результате Данте удалился в Южную Калифорнию в конце 1940-х годов.
Умер на своём ранчо в Нортридже, Калифорния, от сердечного приступа в возрасте 71 года. В момент смерти он был один.

## Выступление
Фирменный грим Данте очень напоминал образ Мефистофеля. Присутствие Данте на сцене было невозмутимо-отстранённым, он смотрел на зрителей «со снисходительной улыбкой дьявола-философа», после каждого номера предлагая зрителю самому разгадать тайну фокуса

## Наследие
Со смертью Данте время, известное как «Золотой век магии», подошло к концу. Исчезли эстрадные театры мира, а вместе с ними и большие передвижные магические постановки, которые на протяжении поколений волновали и озадачивали миллионы людей. В предыдущие десятилетия магическая линия, созданная американской общественностью, возвысила фокусников Александра Херрманна, Гарри Келлара, Терстона и Данте до положения магов №1 в стране.
Незадолго до смерти Данте он обратился к молодому магу Ли Грабелю с предложением стать его преемником в линии великих магов. Планы находились в стадии реализации на момент смерти Данте. Однако, поскольку Данте умер до того, как сделал публичное заявление, некоторые историки магии полагают, что на Данте родословная закончилась. С тех пор этот фокусник выбрал фокусника-хедлайнера из Лас-Вегаса Лэнса Бертона своим преемником, тем самым продолжая традицию магической линии другому поколению. Несмотря на это, некоторые до сих пор подвергают сомнению его подлинность.
В 1991 году историк иллюзионизма Фил Темпл опубликовал полную биографию Данте-волшебника «Данте — сам дьявол», основанную в основном на личных записях Данте и дружбе Темпла с живущими членами семьи, которые гастролировали с шоу десятилетиями ранее.
Спустя годы мемуары о жизни в гастролях с шоу Данте написал Марион Трикоско, который два года проработал у Данте в качестве ассистента. Его книга «В труппе с Данте» была опубликована в 2006 году.